# Ožďany (kaštel)
Oždianský kaštel je kaštel na Slovensku nacházející se v obci Ožďany. Kaštel prošel v posledních letech několika změnami vlastnictví, kdy ho obec odprodala za účelem rekonstrukce, ale vždy se kvůli porušení smluv vrátil zpět do obecních rukou. Posledním majitelem (2019) je banskobystrická akciová společnost Bystrická dopravná spoločnosť. Kaštel je národní kulturní památkou Slovenské republiky.

## Historie
Kaštel stojí na cestě z Lučence do Rimavské Soboty v Ožďanech. Původně renesanční patrový kaštel byl postaven na návrší v první polovině 17. století na místě, kde stál starší hrad pravděpodobně ze začátku 14. století, který v roce 1604 vypálilo císařské vojsko. Zbytky gotického hradu byly včleněny do nového zámku, který má půdorys nepravidelného čtyřúhelníku. Jeho křídla mají různou délku - čelní jihozápadní křídlo je mírně navenek zalomené, protilehlé jen částečně (doplněno zdí se zadní brankou na nádvoří). Vstup do zámku není v ose, ale v levé části předního křídla. Kaštel byl v polovině 18. století přestavěn a změněna byla i fasáda čtyř nárožních věží. Křídla dostaly některé nové klenby, v rohu nádvoří bylo přestavěno schodiště, takže kaštel měl mimo schodiště v severozápadním křídle další v jižním rohu a u východní věže. Největší změnu přinesla přestavba fasády. Vstupní část zdůraznila vystupující boční výplň pilastrů s přestavěnými sloupy. Na jejich bohaté římsové hlavice dosedá stlačený oblouk až ve výši římsy střechy. V pravé části průčelí byl později přestavěn balkon na čtyřech sloupech, který měl vyvážit velké architektonické zdůraznění portálu.
V parku kaštelu byl postaven klasicistní pavilon a v první polovině 19. století u kostela empírová stavba v podobě řeckého chrámu. Menší opravy na kostele už mnoho nezměnily a do druhé světové války byl kaštel obydlen. Větší újmu utrpěl v roce 1945, kdy byl značně poškozen přímými zásahy. Před zánikem zachránila objekt alespoň provizorní oprava v letech 1951-1953 (namísto jedné nárožní věže byla postavena čtyřhranná a obnovena střecha).
Dne 3.1října 2019 zámek vyhořel. O rok později byla zahájena rekonstrukce.střechy.